# Dionaea brevidorceps
Dionaea brevidorceps là một loài ruồi trong họ Tachinidae.